# DDR-Grenzsäule

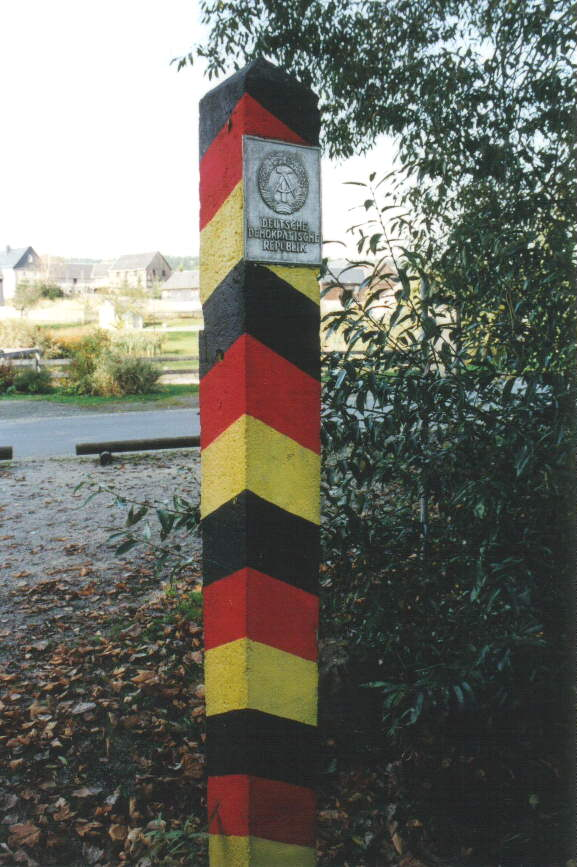
Grenzsäule in Mödlareuth

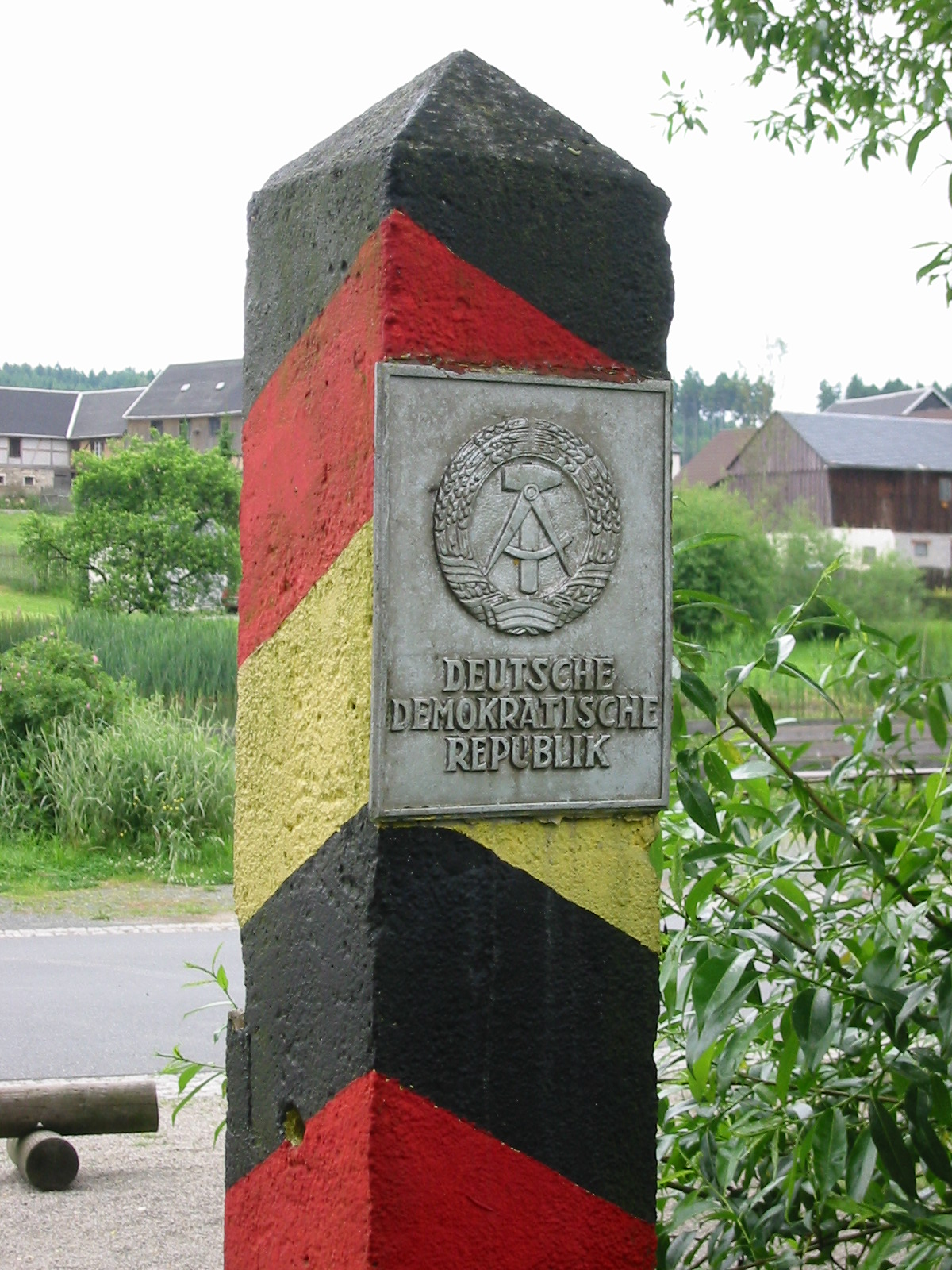
Aluguss-Reliefschild

Die DDR-Grenzsäulen (auch DDR-Grenzpfähle genannt) waren Markierungen der Staatsgrenze der DDR und wurden erstmals im Herbst 1967 an der innerdeutschen Grenze aufgestellt.
Der Standort war anfangs etwa ein Meter hinter der Grenzlinie, später wurden sie etwa 5 bis 10 Meter auf DDR-Gebiet zurückversetzt. Grund waren Beschädigungen von westdeutscher Seite aus.
Die Grenzsäulen trugen unterhalb der Säulenspitze ein Schild mit dem Staatswappen der DDR und dem Staatsnamen. Anfangs handelte es sich noch um Plaketten aus Kunststoff, die mit einem mehrfarbigen Staatswappen bedruckt waren. Später wurden die Kunststoffplaketten gegen Reliefschilder aus Aluminiumguss ausgetauscht. Die Säulen waren rückseitig mit einer Nummernplakette versehen.
Die Säulen hatten einen Querschnitt von 22 cm im Quadrat und ragten je nach Standort 180 bis 210 cm aus dem Boden. Ihr Gewicht betrug etwa 400 kg. Aus der Spitze der Säule ragte ein 10 bis 15 cm langer Eisenstab. Dieser sollte verhindern, dass sich Vögel auf die Säule setzten und sie beschmutzten. Die Lackierung der Säulen verlief schräg von oben nach unten in den Farben schwarz-rot-gelbgold.
Insgesamt wurden 2735 Säulen von Pionierkräften der Grenztruppen aufgestellt. Die Säule mit der Nummer 1 stand am Priwall (Ostsee) Nr. 2735 im Dreiländereck BR Deutschland – DDR – Tschechoslowakei. Die Nummern waren in den Stabskarten der DDR-Grenztruppen aufgeführt.
Bei den Säulen an der Grenze zu Polen war die Nummernplakette an der Vorderseite unterhalb des Staatsemblems angebracht.
An der Grenze zur Tschechoslowakei standen stattdessen Grenzsteine (zunächst mit der Inschrift „D“, in den 80er Jahren wurden diese nach einer Grenzvermessung durch neue mit der Inschrift „DDR“ ersetzt).

## Verbleib nach 1990

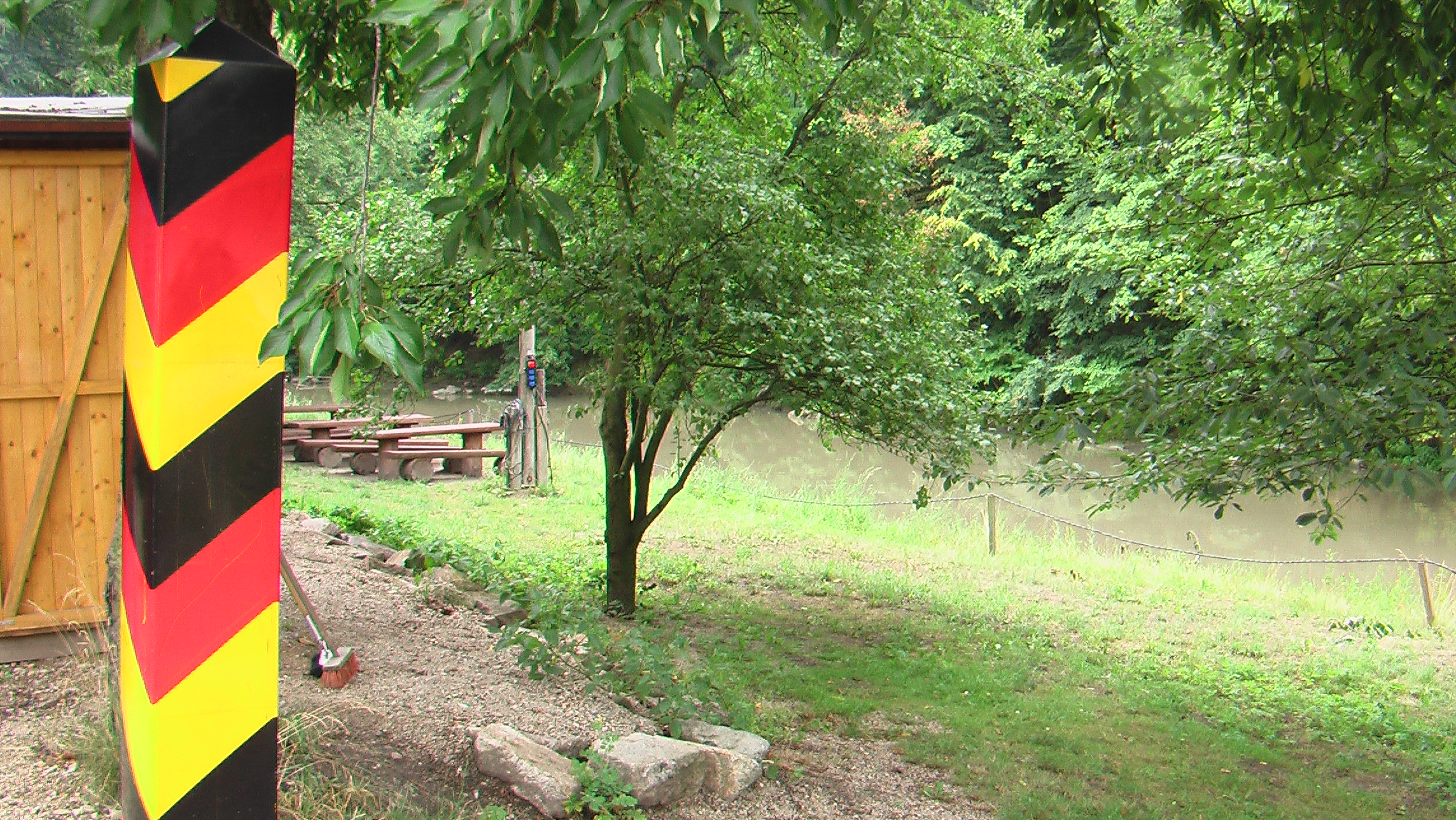
Neue Grenzsteinversion bei Ostritz an der Lausitzer Neiße

Nach der Deutschen Einheit verblieben bis heute einige der Grenzsäulen zur Erinnerung an ihren Plätzen, während der Großteil abgebaut wurde. An der polnischen Grenze wurden die Grenzsäulen mit einem Kunststoffüberzug behandelt, um sie besser gegen Witterungsverhältnisse zu schützen. Zur Republik Polen stehen 307 Grenzmarkierungssäulen. In Sachsen ist das Landesamt für Geobasisinformation Sachsen zuständig für diese Grenzkennzeichnungen.

## Grenzmarkierung und Grenzkennzeichnung
Die hier beschriebenen Grenzsäulen markieren den ungefähren Verlauf der Grenze. Die konkrete Grenzkennzeichnung wurde durch Grenzsteine gesetzt. Teilweise wurde hier auf historische Grenzsteine zurückgegriffen. In der DDR wurden quadratische Grenzsteine gesetzt, auf denen ein Kreuz den Verlauf der Grenze markierte. Die Steine standen in Sichtweite zueinander, so dass der exakte Verlauf der Grenze erkennbar war. Diese Kennzeichnung wurde analog den Grenzsäulen in den Stabskarten der Grenztruppen vermerkt.
Ist die Grenze durch den Verlauf von Flüssen gekennzeichnet, werden keine Grenzsteine gesetzt. Üblicherweise verläuft die Grenze in Flussmitte (zum Beispiel Oder und Neiße), anderes wird bilateral in völkerrechtlichen Verträgen vereinbart.